# Orrspel
Orrspel är en målning från 1675 av den svenske konstnären David Klöcker Ehrenstrahl. Den föreställer ett mellansvenskt landskap under ett pågående orrspel. I en riskoja till höger i bild sitter en man gömd och iakttar fåglarna. Enligt Nationalmuseums beskrivning är det den första kända landskapsmålningen "där en svensk konstnär skildrat sin upplevelse av den svenska naturen". Den är ett motstycke till Ehrenstrahls målning Tjäderlek.
Orrspel omfördes 1951 från Drottningholms slott till Nationalmuseum.